# عيد مبارك
عيد مبارك هي عبارة باللغة العربية، يستخدمها مسلم لتهئنة بعضهم البعض في جميع أنحاء العالم. يحتفل المسلمون بعيد الفطر بعد رمضان وعيد الأضحى في شهر ذو الحجة الشهر الأخير في التقويم الهجري. يذكر البعض أن تبادل هذه التحية هو تقليد ثقافي وليس جزءاً من الالتزام الديني.

## الاختلافات الإقليمية
ثمة تحيات أخرى متداولة في جميع أنحاء العالم الإسلامي لعيدي الأضحى والفطر. اعتاد الصحابة أن يقولوا لبعضهم البعض عند الاجتماع في عيد الفطر «تقبل الله منا ومنكم» - أي الصوم وأعمال الخير والعبادات. توجد اختلافات في تحية العيد في جميع أنحاء العالم الإسلامي.

### العالم العربي
يستخدم المسلمون العرب عبارة «عيد مبارك»، كما يستخدم البعض عبارة «كل عام وأنتم بخير»؛ وهناك عبارة أخرى شائعة في دول الخليج هي «من العايدين والفايزين»، وتعني نرجو أن يعاد عليكم شهر الصوم أعواما عديدة وتفوزون بصيامه، ويكون الرد عليها «من المقبولين والغانمين»، أي نرجو أن يتقبل الله أعمالنا ونفوز بالجنة.

### إيران، أفغانستان، طاجيكستان
يستخدم المتحدثون بالفارسية (الإيرانيون والأفغان والطاجيك) عبارة (عید شما مبارك) أو (عید مبارك) اختصاراً.

### البوسنة والهرسك
يحيي البشناق عبارة "Bajram Šerif mubarek olsun"؛ والرد عليها "Allah razi olsun". ثمة تحية أخرى شائعة بين مسلمي البوسنة وهي "Bajram barećula".

### صربيا
في صربيا، يحيي المسلمون بعضهم بعبارة "Bajram Šerif Mubarek Olsun" والرد عليها يكون بعبارة "Allah Razi Olsun".

### تركيا وأذربيجان
في تركيا وأذربيجان، يتمنى الأتراك لبعضهم البعض عيداً سعيداً مستخدمين عبارات بالتركية مثل "Bayramınız kutlu olsun" وتعني (أتمنى لكم عيداً مباركاً)، و"Bayramınız mübarek olsun" وتعني «أتمنى أن يكون العيد مباركاً»، ولا تستخدم عبارة «عيد مبارك».

### جنوب آسيا
في الهند وباكستان وبنغلاديش، يقول الناس «عيد مبارك» مع مصافحة الأيدي والمعانقة ثلاث مرات ثم المصافحة مرة أخرى وذلك بعد صلاة العيد.

### باكستان
عادة ما يبدأ المتحدثون باللغة الأردية بترديد تحية «عيد مبارك» ((بالأردية: عید مبارك)‏)
```
بعد صلاة العيد، ويرد عليها تقليدياً بعبارة «خير مبارك» (
(
بالأردية
: 
خیر مبارك
)‏
). أما بين الأجيال الحديثة، ثمة عبارة متداولة هي "Āp ko bhi Eid Mubarak" (
(
بالأردية
: 
آپ كو بھی عید مبارك
)، 
ترجمة حرفية
 
'
عيد مبارك لك أيضاً
'
‏
).
```

يستخدم المتحدثون باللغة البشتوية (البشتون من مقاطعة خيبر بختونخوا وشرق أفغانستان) عبارة «عيد مبارك» ((بالبشتوية: اختر دې مبارك شه)‏ ; akhtar de mubarak sha).
متحدثو اللغة البلوشية (بلوش مقاطعةبلوشستان الباكستانية ومحافظة سيستان وبلوشستان الإيرانية) يستخدمون عبارة (عید تر مبارك با ; أتمنى أن يبارك عيدك).
يهنئ المتحدثون باللغة البراهوية بعضهم بعبارة عید نے مبارك مارے وتعني أتمنى لك عيداً مباركاً.

#### بنغلاديش

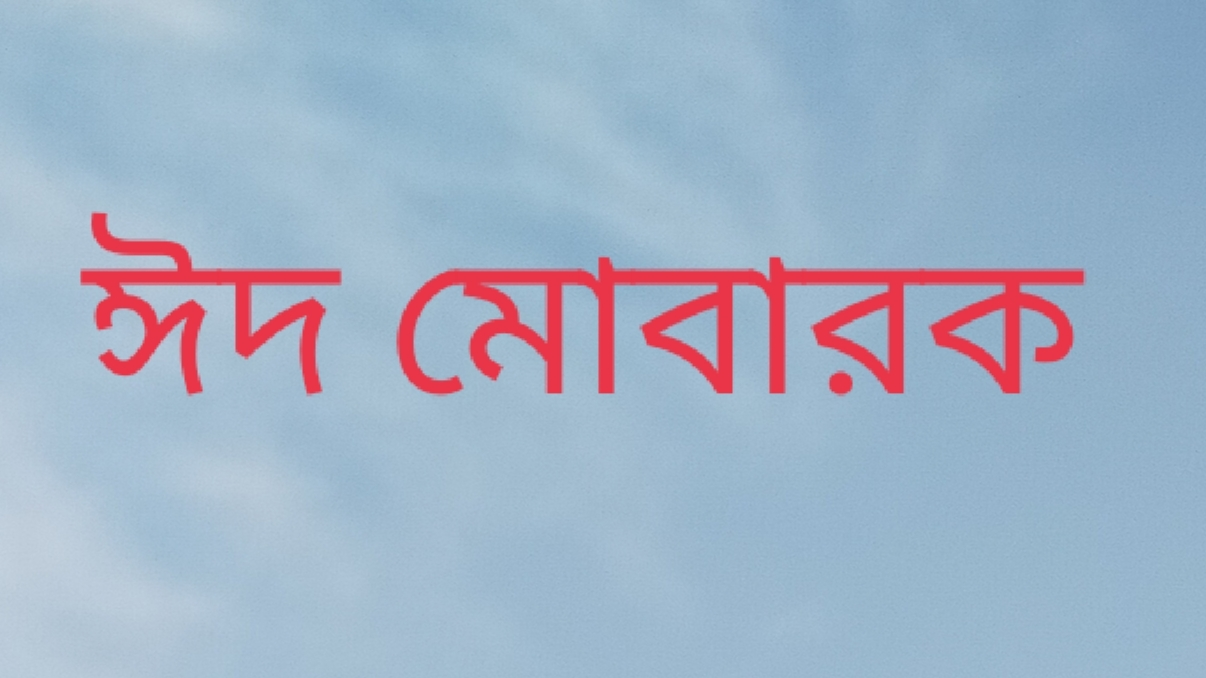
عيد مبارك بالأحرف البنغالية

يستخدم العديد من سكان بنغلاديش عبارة «عيد مبارك» أو (ঈদের শুভেচ্ছা; Eider Shubhechchha).

### جنوب شرق آسيا
المسلمون في إندونيسيا والدول التي يتحدث سكانها لغة ملايو في ماليزيا وبروناي وسنغافورة يستخدمون عبارة "Selamat Hari Raya" أو "Selamat Idul Fitri" بالإندونيسية أو "Salam Aidilfitri" بالملايوية، يصاحبها عادة عبارات مثل «من العايدين والفايزين» (العربية).

#### الفلبين
في الفلبين، يعتبر العيد عطلة رسمية، على الرغم من أن التحية العربية أصحبت شائعة مؤخراً فقط، التحية الأكثر شيوعياً بين المسلمين في الفلبين هي (Selamat Hari Raya Puasa) لعيد الفطر، و (Selamat Hari Raya Hajji) لعيد الأضحى، وهي تحايا شبيهة بما هو متداول في المناطق المتحدثة باللغة الملايوية المجاورة.

### غرب أفريقيا
في اللغة الهوسية، في شمال نيجيريا والنيجر، تنتشر بين المسلمين تحية "Barka da Sallah" والتي تعني «دعوات\صلوات العيد المباركة».
في مالي، تحية العيد في اللغة البمبرية هي "Sambe-Sambe". وهي معايدة شبيهة بتلك المتداولة بين الأغلبية المتحدثة بلغة ماندي في غرب أفريقيا.

#### غانا
تحية العيد بين المتحدثين بلغات داغباني وكاساس في غانا هي "Ni ti yuun' palli". وتعني «موسم عيد جديد سعيد»، وتتردد عبارة "Barka da Sallah" خلال هذه الفترة.

### إسبانيا وأمريكا اللاتينية
يستخدم المسلمون في أمريكا اللاتينية عبارة "Feliz Eid" باللغة الإسبانية.

### ألبانيا
يستخدم المسلمون في ألبانيا وكوسوفو عبارة (Urime e festa fitr/ kurban bajramit).